# بافول مولنار
بافول مولنار، من مواليد 13 فبراير 1936 في براتيسلافا، لاعب كرة قدم تشيكوسلوفاكي سابق.
لعب مع منتخب تشيكوسلوفاكيا لكرة القدم 20 مباراة وسجل ثلاثة أهداف.

## روابط خارجية
- بافول مولنار على موقع الاتحاد الدولي (مؤرشف)  (الإنجليزية)
- بافول مولنار على موقع الاتحاد التشيكي (الإنجليزية)
- بافول مولنار على موقع قاعدة بيانات كرة القدم.إي يو (الإنجليزية)
- بافول مولنار على موقع بيانات كرة القدم. دي إي (الألمانية)
- بافول مولنار على موقع ناشيونال فوتبول تيمز (الإنجليزية)
- بافول مولنار على موقع Soccerway.com (الإنجليزية)
- بافول مولنار على موقع عالم كرة القدم.نت (الإنجليزية)
- بافول مولنار على موقع GSA (الإنجليزية)